# میترا (ودایی)
میترا (انگلیسی: Mitra) یک الوهیت (خدا) در فرهنگ مردمان هندوآریایی است که عملکرد آن با زمان تغییر کرده‌است. در سنگ‌نبشته میتانی میترا به عنوان یکی از حافظان «پیمان» مورد استناد قرار گرفته‌است. در ریگ‌ودا، میترا در درجه اول در ترکیب دواندرای «میترا-وارونا» ظاهر می‌شود - که اساساً همان ویژگی‌های وارونا به تنهایی، به عنوان نگهبان اصلی رتا ṛtá «حقیقت، نظم». در متون ودایی فقید و براهمانا، میترا به‌طور فزاینده ای با نور سپیده دم و خورشید صبحگاهی همراه است (در حالی که وارونا با عصر، و در نهایت شب همراه می‌شود). در متون پس از ودایی - که در آن میترا عملاً ناپدید می‌شود. - میترا بعدها به الهیات حامی دوستی تکامل یافت، و چون او «دوست» است، حتی زمانی که مقدس است، از همه خشونت‌ها بیم دارد.

## معنی
در زبان سانسکریت به معنای «دوستی» و «محبت» است و هم چنان‌که مهرایزد در اوستا «روشنایی» و «فروغ» و «نور» است، ریگ ودا نیز همین معنا را ارائه می‌کند.

## میترا-وارونا
«میترا-وارونا» خدایانی هستند متحد و متفق که به یاری و کمک هم کار بندگان و احوال طبیعت را سامان بخشیده و این توافق و پیوستگی در آنان چنان است که حتی سوار گردونه‌ای با دو چرخ می‌شوند البته در این‌جا از میترا نور و روشنایی یا خورشید استنباط می‌شود، آسمان نورانی، آسمان و خورشید و در پرتو این معنا است که رمز این به هم پیوستگی روشن می‌شود.
میترا-وارونا، تظاهر هماهنگی دو خداوند بزرگ و قدرتمند است که در ریگ ودا در طول زمان صفات و کارایی وارونا به تدریج به میثرَ/میترا منتقل می‌شود. ترکیب فوق در اوستا به صورت میثرَ/اَهورَ درآمد اما در اینجا اغلب صفات و کارایی میثرَ به اَهورَه و پس از آن به سروش منتقل می‌شود.

## اسوراها و دواها
اگرچه میترا و وارونا از اسوراها هستند اما میترا-وارونای ریگ ودا به عنوان دوا (خدایان هندو) خطاب می‌شوند (به عنوان مثال، RV 7.60.12). میترا همچنین یک دوا (mitrasya...devasya, RV 3.59.6) در RV 3.59 است که تنها سرود ریگ ودا است که مستقل از میترا-وارونا تنها به میترا اختصاص یافته‌است. علیرغم وقف مستقل، میترا هنوز هم همان ویژگی‌های وارونا را در آن سرود حفظ کرده‌است. مانند وارونا، میترا به عنوان خدایی که پیرو رتا (ارته)، نظم و ثبات و رعایت قوانین است ستایش می‌شود. (3.59.2b, vrata). دوباره مانند وارونا، میترا نگهدارنده نوع بشر است (3.59.6a، همچنین در مورد ایندرا در 3.37.4c و خدایان هندو (3.59.8c, devān vishvān) نیز چنین گفته شده‌است. در جاهای دیگر، هنگامی که میترا با وارونا جفت نمی‌شود، اغلب به منظور مقایسه است، جایی که خدایان دیگر به عنوان «مثل میترا» ستایش می‌شوند، بدون اینکه سرود خطاب به خود میترا باشد ایندرا ۱٫۱۲۹٫۱۰، ۱۰٫۲۲. .۱–۲ و غیره؛ آگنی ۱٫۳۸٫۱۳ و غیره؛ چاندرا ۱٫۹۱٫۳؛ ویشنو۱٫۱۵۶٫۱). ویژگی منحصر به فرد میترا، توانایی او در رهبری مردم (یاتایاتی، یاتایاج-جانا) است، ویژگی که به نظر می‌رسد خاص او باشد.

## ویژگی‌های متمایز
وارونا ارباب ریتم کیهانی خورشید و سایر کرات آسمانی است، در حالی که میترا نور را در سپیده‌دم بیرون می‌آورد که توسط وارونا در غروب روز قبل پوشانده شده بود. میترا نیز به‌طور مستقل به عنوان نیرویی شناخته می‌شود که توسط آن سیر خورشید تنظیم می‌شود. ساویتر (RV 1.35) به دلیل آن قانون و مقررات با میترا یکی می‌شود و ویشنو (RV 1.154) سه گام خود را بر اساس آن مقررات برمی‌دارد.آگنی قبل از طلوع فجر برای تولید میترا افروخته می‌شود و وقتی افروخته شود میترا ظاهر می‌شود.